# Château des Porcherons

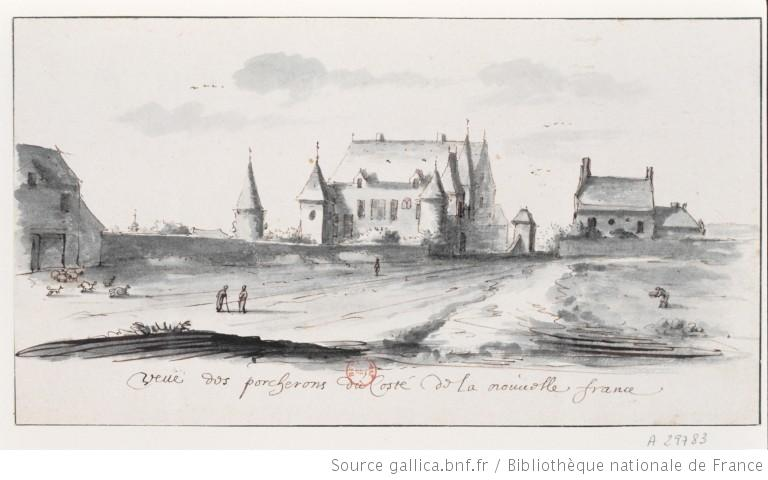
Le château des Porcherons vu en direction de l'ouest.

Le château des Porcherons, dit aussi château du Coq est un château construit en 1310 à proximité du chemin des Porcherons, suivant le tracé de l'actuelle rue Saint-Lazare à Paris.

## Situation
La propriété s'étendait sur un quadrilatère formé par les actuelles rues Saint-Lazare, rue Cadet, du Havre et de Provence.

## Historique
Il avait été construit par la riche famille Pocheron, ou Porcheron, qui y possédait des maisons dès 1290. Elle donna son nom au hameau, devenu quartier, qui se développera à l'entrée nord-est du domaine, autour de Notre-Dame-de-Lorette.
Le fief constitué autour du château s'étendait un peu au nord de la rue Saint-Lazare jusqu'au ruisseau de Ménilmontant au sud. Le chemin au nord appelé chemin des Porcherons longeait un fossé qui drainait le marécage et servait de limite à la censive Sainte-Opportune. Il faisait partie d’une liaison du village du Roule au Clos Saint-Lazare et devint pour cette raison la rue Saint-Lazare. Le fossé disparut progressivement et n’était plus connu au XVIIe siècle. au sud (actuelle rue de Provence) et d'ouest en est entre les actuelles rues du Havre et Cadet et dépendait de la censive Sainte-Opportune, Philippe-Auguste ayant accordé aux chanoines Sainte-Opportune le droit de concéder en baux à rentes à certains seigneurs, les terres qui leur avaient été cédées vers 866 par Louis le Bègue correspondant à une partie de la zone alluviale marécageuse du cours préhistorique de la Seine.
En 1380, la famille Le Coq acquit la propriété et réalisa des travaux dans le château, désormais devenu château du Coq. Il fut notamment la propriété d'Hugues Le Coq, prévôt des marchands de Paris de 1420 à 1429 et de 1434 à 1436. Il resta dans cette famille jusqu’au XVIIIe siècle. Le roi Louis XI s'y arrêta avant son entrée dans Paris, le 29 août 1461, après avoir été sacré à Reims le 15 août.
Après la Révolution, le château tomba en ruines et il fut complètement rasé lors des travaux haussmanniens en 1854.
Aujourd'hui, il n'en reste que le nom donné à l'avenue du Coq (en fait une impasse) et la fontaine au fond de l'avenue.

## Le quartier des Porcherons
Ce territoire était situé entre les hameaux de la Petite-Pologne à l'ouest, de la Nouvelle France (aux environs du croisement de la rue du Faubourg-Poissonnière et de l'actuelle rue La Fayette) à l'est et de la ferme de la Grange-Batelière au sud. Jusqu'en 1789, les territoires au nord de la rue Saint-Lazare, faisaient partie de la censive de Clichy-la-Garenne, entre la rue de Clichy et la rue Blanche (emplacement de l'actuelle église de la Trinité et au-delà vers l'actuel boulevard de Clichy) et de la censive de l'abbaye de Montmartre à l'est de la rue Blanche.
Dans le quartier des Porcherons, une ferme appartenant à l'Hôtel-Dieu était située à l'angle de la rue Saint-Lazare et de l'actuelle rue de la Chaussée-d'Antin à laquelle elle donnait son nom de rue de l'Hôtel-Dieu. Ses terres s'étendait à l'est du château des Porcherons de la rue Saint-Lazare jusqu'au grand égout et un peu au delà.
Un village des Porcherons se créa au XVIIe siècle à l'est de la propriété avec une première église Notre-Dame-de-Lorette édifiée en 1645. Cette église située à l'emplacement des n° 62 et 64 de la rue Lamartine était également surnommée Notre-Dame des Porcherons et Notre-Dame des Cabaretiers en raison des cabarets nommés guinguettes qui s'y établissent à partir de la fin du XVIIe siècle.
Une des plus connues, le cabaret de la Grande Pinte, tenue par Jean Ramponneau était établie en bas de la rue de Clichy. La rue de la Chaussée-d'Antin située en face prit un temps le nom de rue de la Grande-Pinte.
L'urbanisation de l'ensemble du quartier date des années 1770 après la couverture du grand égout sur lequel la rue de Provence est ouverte.
Plusieurs rues sont créées à cette époque, rue d'Artois, actuelle rue Laffitte, rues Taitbout, Joubert, de Caumartin, Chauchat bordées d'hôtels particuliers. La ruelle Chantereine, chemin qui traversait le marais des Porcherons ou marais de Chantereine ainsi nommé en raison des grenouilles (« raines » en ancien français) qui coassaient près du grand égout fut transformé en rue Chantereine, actuelle rue de la Victoire.
Le jardin de Tivoli fut établi par le financier Simon-Gabriel Boutin à la fin du  XVIIIe siècle au nord de la rue Saint-Lazare face au château du Coq.
Des habitations bourgeoises et des maisons de plaisance remplacent les guinguettes au début du XIXe siècle.
Les travaux d'urbanisme du milieu du XIXe siècle font disparaître les derniers vestiges de l'ancien village des Porcherons.

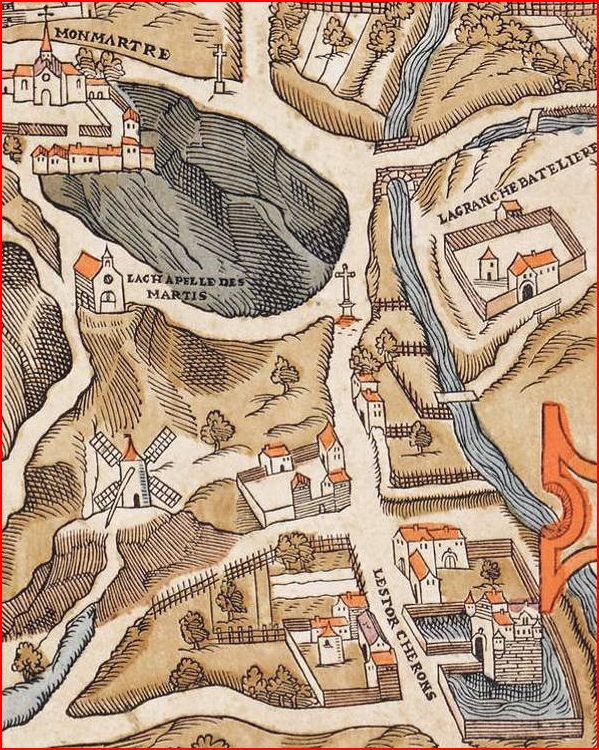
Le château sur un plan de 1550, avec la graphie « Torcherons ».
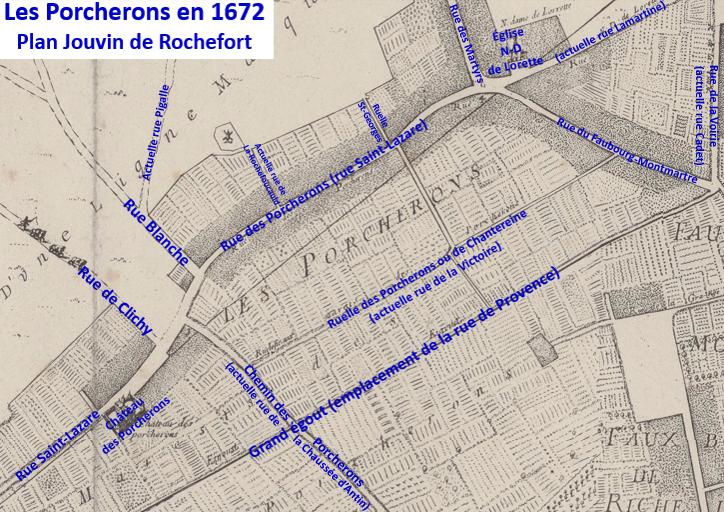
Les Porcherons en 1672.
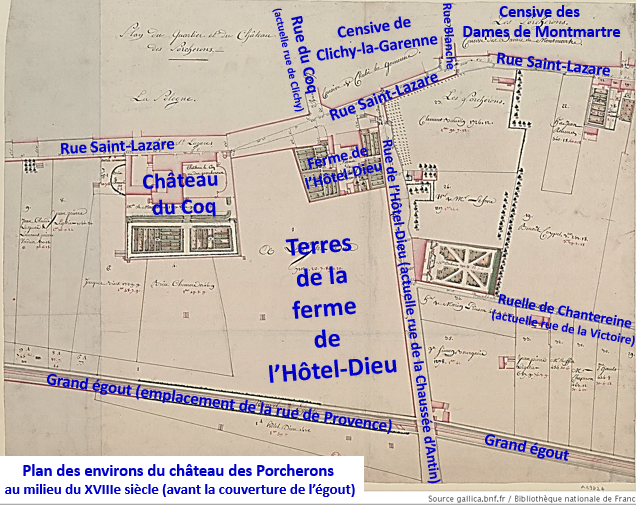
Plan des Porcherons au milieu du XVIIIe siècle.